# Колдплей
„Колдплей“ (на английски: Coldplay) е британска алтърнативна рок група, сформирана в Лондон през 1997 г. В нея влизат вокалистът и пианист Крис Мартин, китаристът Джони Бъкланд, басистът Гай Бериман и барабанистът и перкусионист Уил Чемпиън. Те са най-известни със своите концертни изпълнения, като също повлияват популярната култура чрез своята музика, застъпничество и постижения.
Членовете на групата първоначално се срещат в Лондонския университетски колеж, наричайки себе си „Биг Фет Нойзис“, после „Старфиш“, преди да се спрат на сегашното име. След като издават миниалбума Safety (1998) самостоятелно, „Колдплей“ подписва с „Парлофон“ през 1999 г. и написва дебютния си албум Parachutes (2000). Той включва пробивния сингъл Yellow и получава наградата „Брит“ за британски албум на годината и наградата „Грами“ за най-добър алтернативен музикален албум. Следващият ѝ албум A Rush of Blood to the Head (2002) печели същите признания. Албумът X&Y (2005) завършва това, което членовете смятат за трилогия, и е избран за най-добър рок албум на наградите „Грами“. Неговият наследник Viva la Vida or Death and All His Friends (2008) се налага в категорията. И двата албума са най-продаваните за съответните си години, оглавявайки класациите в над 30 държави. Заглавната песен Viva la Vida е първата песен от британска група, която оглавява класацията „Билборд Хот 100“ и „Ю Кей Сингълс Чарт“ едновременно през XXI век.
С над 100 млн. продадени албума по целия свят „Колдплей“ е една от най-продаваните музикални групи на всички времена. Тя е и първата група в историята на „Спотифай“, която достига 90 млн. месечни слушатели. През 2021 г. My Universe е първата песен на британска група, която влиза в „Билборд Хот 100“ под номер едно. Британската фонографска индустрия я нарича един от „най-влиятелните и пионерски изпълнители“ в света.

## История
Историята на „Колдплей“ започва през 1996 г. в University College London, където Крис Мартин среща Джони Бъкланд и двамата замислят сформирането на група. Скоро след това Гай Бериман, техен колега от университета, се присъединява към тях. Последно към групата се присъединява и Уил Чампиън – отличен музикант, който умее да свири еднакво добре на пиано, китара, бас, както и перкусии. Младежите решават да кръстят групата Coldplay.
Още през май 1998 г. „Колдплей“ издава малка компилация, наречена Safety ЕР, включваща песните Bigger Stronger, No More Keeping My Feet on the Ground и Such a Rush. Тя е предназначена за промо към звукозаписните студия, както и за семеен и приятелски кръг, затова от 500-те копия само 50 достигат реалния пазар. През декември групата подписва договор с лейбъла Fierce Panda, с който осъществява второто си издание, записано в рамките на само четири дни през февруари 1999 г. Името на албума е Brothers & Sisters EP и включва парчетата Brothers & Sisters Easy to Please и Only Superstition. Разпространен е в 2500 копия и скоро групата започва да набира популярност. След изпълняването на договора, през май 1999 г. „Колдплей“ подписва договор с гигантската компания Parlophone за правата върху 5 албума. Месец по-късно на бял свят се появява The Blue Room EP, включващ песните Bigger Stronger, Don't Panic, (The Blue Room EP version), See You Soon, High Speed, Such a Rush. Издадени са 5000 копия, но въпреки успеха „Колдплей“ е на ръба на разпадане, след като Крис Мартин изгонва Уил от групата, а след това го моли да се завърне. От чувство за вина за кратък период от време Мартин посяга към алкохола. Групата решава да смени подхода си, за да остане сплотена и приема мотото: „Един за всички, всички за един“. Приходите трябва да се поделят по равно, а от групата ще бъде уволнен всеки, който употребява тежки наркотици.

### Parachutes
През декември 1999 г. „Колдплей“ е концентрирана върху работата по първия си албум. През март 2000 г. групата за първи път попада в класациите Топ 40, чрез песента Shiver, която е първата ѝ песен, представена по MTV. Три месеца по-късно следва успехът на парчето Yellow, което достига № 4 в UK Singles Chart и поставя групата в публичното полезрение. През юли 2000 г. излиза и първият ѝ официален албум Parachutes. От лейбъла Parlophone очаква продажбите да достигнат 40 хил. копия до Коледа. Резултатът надминава всички очаквания – албумът е продаден 1,6 милиона пъти само във Великобритания. През ноември същата година Parachutes каца отвъд океана, бележейки невероятен успех в Северна Америка. През 2002 г. групата печели „Грами“ за Best Alternative Music Album (Най-добър алтернативен албум).

### A Rush of Blood to The Head
През октомври 2001 г. „Колдплей“ започва записите по следващия си проект, който излиза през август 2002 г. под името A Rush of Blood to The Head. Албумът е на върха на чартовете на Острова още с дебюта си, а пилотният сингъл Politik е вдъхновен от атаките на 11 септември. Албумът включва песните Politik, In My Place, God Put a Smile upon Your Face, The Scientist, Clocks, Daylight, Green Eyes, Warning Sign, A Whisper, A Rush of Blood to the Head, Amsterdam. Групата предприема едногодишно световно турне, по време на което излиза и Live 2003 DVD, което включва и една нова песен Moses (посветена на бъдещата жена на Мартин, Гуинет Полтроу). През 2003 г. групата е отличена с 2 награди „Грами“, а през 2004 г. песента Clocks е обявена за песен на годината.

### X&Y
Албумът излиза през юни 2005 г. под името X&Y и благодарение на 8,5 милиона копия той става най-продаваният албум в света за годината. Той дебютира под № 1 в 28 държави и е вторият най-бързо продаван албум в историята на Обединеното кралство.
Групата е ангажирана с редица социални и политически дейности, като най-голямо внимание за тях привлича кампанията Make Trade Fair. „Колдплей“ дава 10% от печалбите си в интерес на тази кампания, а Крис Мартин носи доста често логото, изрисувано върху лявата му ръка, както и на пианото, на което изпълнява концертите си.

### Viva la Vida or Death and All His Friends
В началото на 2008 година Колдплей официално обявява името и датата на издаване на новия си студиен албум. Името е взето от картина на популярната мексиканска художничка Фрида Кало, а датата на издаване е обявена за 16 юни 2008 г. Viva la Vida or Death and All His Friends е продуциран от Брайън Ено, а разпространителят отново е продуцентска къща ЕМИ. През април групата обявява официално кои песни ще се появят в албума. Това са песните Life in Technicolor, Cemeteries of London, Lost!, 42, Lovers In Japan/Reign Of Love, Yes, Viva La Vida, Violet Hill, Strawberry Swing и Death and All His Friends. През април „Колдплей“ започва заснемането на клип за първия си сингъл – Violet Hill. Песента е пусната безплатно на официалната страница на групата на 29 април 2008 г. и за период от една седмица е достъпна за сваляне. Само за първите 24 часа са регистрирани 600 хил. сваляния. Албумът излиза на 12 юни и само във Великобритания постига продажби от 125 хил. броя за първия ден и 302 074 броя за първите 3 дни след излизането, дебютирайки на първо място по продажби.

### Mylo Xyloto
Mylo Xyloto е последната за момента авторска компилация на бандата, която излиза на пазара на 24 октомври 2011 г. под лейбъла Capitol, Parlophone.